# Éxtasis (emoción)

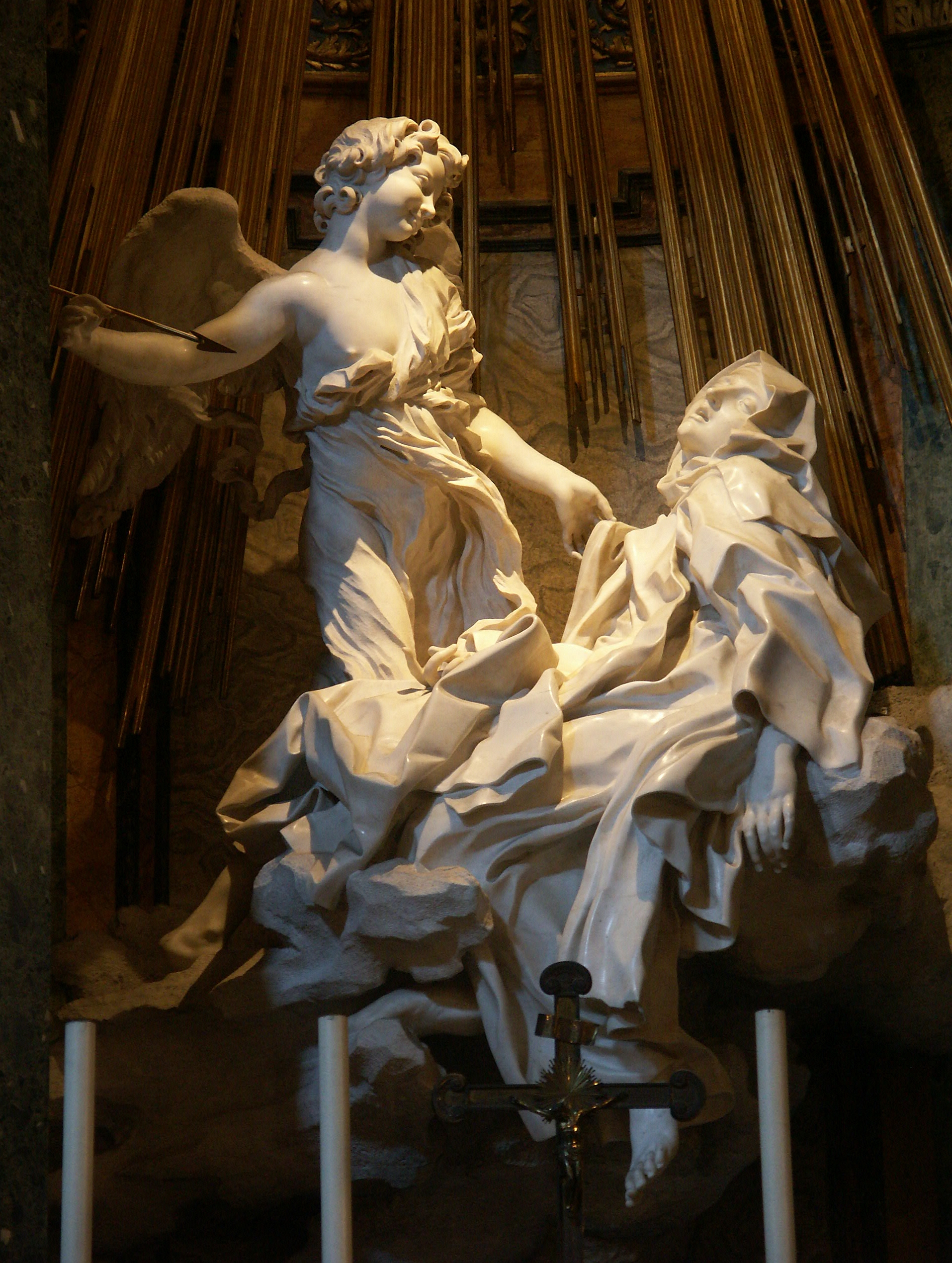
Rom, Santa Maria della Vittoria, Die Verzückung der Heiligen Theresa (Bernini) En Santa Teresa, el éxtasis pasa por el aniquilamiento de la conciencia personal, por la suspensión de la actividad sensorial y motriz. Al mismo tiempo, aparece –como un estado positivo– la sensación de la presencia de Cristo. El yo se aniquila para dar paso a la sensación de una presencia de otro que es o puede ser Cristo.

Éxtasis (del griego έκ στασις ek stasis, con significado de "estar fuera de uno mismo") en la literatura griega clásica se refiere a la eliminación de la mente o el cuerpo "de su lugar normal de funcionamiento". En general, es un estado de plenitud máxima. Usualmente asociado a una lucidez intensa que dura unos momentos. Tras su fin, la vuelta a la cotidianidad puede verse incluso transformada por el evento previo, pudiéndose sentir aún algún grado constante de satisfacción. 
Desde una perspectiva psicológica, el éxtasis es una pérdida de autocontrol y, a veces, una pérdida temporal de la conciencia, que a menudo se asocia con el misticismo religioso, las relaciones sexuales y el uso de ciertas drogas, mientras dura el éxtasis, el extático está fuera de contacto con la vida ordinaria y no es capaz de comunicarse con otras personas ni de emprender acciones normales.
La percepción subjetiva del tiempo, el espacio o el yo puede cambiar fuertemente o desaparecer durante el éxtasis. Por ejemplo, si uno se está concentrando en una tarea física, entonces cualquier pensamiento intelectual puede cesar. Por otro lado, hacer un viaje espiritual en trance extático implica el cese del movimiento corporal voluntario.
Es entonces una experiencia de unidad de los sentidos, en la que pensar, sentir, entender e incluso hacer están armónicamente integrados.[cita requerida]

## Éxtasis y realidad
El estado de éxtasis implica una conexión con una realidad puramente mental dirigida hacia sí mismo. La persona que experimenta el éxtasis a menudo desconecta sus sentidos hacia el exterior y los enfoca hacia el interior. En este sentido, éxtasis es sinónimo de mística.
Con este significado tienen una relación más o menos directa las siguientes expresiones:
- El orgasmo, que es llamado muchas veces éxtasis sexual.[4]
- Un instante de iluminación mística o claridad espiritual de una persona recibe el nombre de éxtasis. Habitualmente es de tipo religioso, pero puede también ser de tipo existencial o filosófico.[5]
- Puede causar una respuesta sexual empática.
- Estado alterado de conciencia.

## Tipos
El éxtasis puede ser inducido deliberadamente mediante actividades religiosas o creativas, meditación, música, baile, ejercicios de respiración, ejercicio físico, relaciones sexuales o consumo de drogas psicotrópicas. La técnica particular que usa un individuo para inducir el éxtasis generalmente también se asocia con las tradiciones religiosas y culturales particulares de ese individuo. A veces se produce una experiencia extática debido al contacto ocasional con algo o alguien percibido como extremadamente bello o sagrado, o sin razón conocida. "En algunos casos, una persona puede obtener una experiencia de éxtasis 'por error'. Tal vez la persona desencadene involuntariamente uno de los, probablemente muchos, mecanismos fisiológicos a través de los cuales se puede alcanzar tal experiencia. En tales casos, no es raro encontrar que la persona luego, al leer, busca una interpretación y tal vez la encuentra dentro de una tradición.
Las personas interpretan la experiencia después según su cultura y creencias (como una revelación de Dios, un viaje al mundo de los espíritus o un episodio psicótico). “Cuando una persona está utilizando una técnica de éxtasis, por lo general lo hace dentro de una tradición. Cuando llega a una experiencia, ya existe una interpretación tradicional de ella”. La experiencia junto con su interpretación posterior puede cambiar fuerte y permanentemente el valor sistema y la cosmovisión del sujeto (por ejemplo, para provocar la conversión religiosa).
En 1925, James Leuba escribió: "Entre la mayoría de las poblaciones incivilizadas, como entre los pueblos civilizados, ciertas condiciones de éxtasis se consideran posesión divina o unión con lo Divino. Estos estados se inducen por medio de drogas, por excitación física o por medios psíquicos. Pero, sin importar cómo se produzcan y en cualquier nivel de cultura que puedan encontrarse, poseen ciertas características comunes que sugieren incluso al observador superficial alguna conexión profunda. Siempre descritas como deliciosas más allá de toda expresión, estas asombrosas experiencias extáticas terminan comúnmente en quietud mental o incluso en total inconsciencia".